# Alastor aegyptiacus
Alastor aegyptiacus är en stekelart som beskrevs av Blüthgen 1955. Alastor aegyptiacus ingår i släktet Alastor och familjen Eumenidae. Inga underarter finns listade i Catalogue of Life.